# Гамазов, Андрей Константинович
Андрей Константинович Гамазов (1923—1996) — преподаватель математики и один из организаторов Тбилисской физ-мат школы им. И.Векуа (русский сектор)
В 1963 году, опираясь на постановление Совета Министров СССР в Тбилиси, не отставая от Москвы и Ленинграда, открылась специализированная физ-мат школа. Ее организаторам был
Александр Рубенович Хволес. Школа с "Математическим уклоном" в Тбилиси была создана на базе 42-й средней школы и преподавать математику был приглашен Андрей Константинович Гамазов, прием осуществлялся на конкурсной основе. Особый подход и уникальная методология преподавания математики в специализированной школе целиком и полностью принадлежала А.К. Гамазову, отклонение от единого общесоветского образца требовало больших усилий и смелости.
Всего за годы работы Андрея Константиновича Гамазова в физ-мат школе было подготовлено более 700 выпускников. Бывшие ученики 42-й школы (Школа 42. Выпускные классы 1966 - 1990) вспоминают о времени своего обучения в школе, как о наиболее значимом в своей жизни.
Школа сохраняет традиции, заложенные ее основателями Tbilisi I. Vekua Physics-Mathematical School 42.

## Биография
Андрей Константинович Гамазов  родился в Тбилиси (Грузия) 5 апреля 1923 года. Отец - Константин Михайлович Гамазов, мать - Олимпиада Степановна Гамазова. 
Среднюю школу Андрей Константинович окончил в 1941 году. Окончание школы совпало с началом войны. Он попросился добровольцем на фронт, но его не взяли из-за слабого зрения. Поступил в Тбилисский Государственный Университет на физико-математический факультет. Деканом факультета в то время был Илья Несторович Векуа, будущий академик. Высшая математика поначалу показалась студенту Гамазову невероятно трудной и непонятной наукой, Неудачная первая сессия задела гордость и заставила взяться за книги и одолеть премудрости науки. Только тогда студенту Гамазову и открылась в полной мере красота и стройность математики.
Университет закончил в 1946 году  с отличием по специальности «математика».
Официальную трудовую деятельность начал в августе 1946 года в Тбилисском Нахимовском Военно-Морском Училище преподавателем математики.
Молодой учитель Гамазов умел так увлекать своих учеников, что ради урока математики нахимовцы с готовностью откладывали в сторону все «дела». Однако, талантливого преподавателя в 1950 г. отстранили от работы только за то, что его отец был царским генералом.
О Нахимовском Училище Андрей Константинович всегда вспоминал с благодарностью. Говорил, что работа в нем была очень хорошей школой для него, как преподавателя. Преподавая в училище, Андрей Константинович понял, что это не учитель экзаменует учеников, а ученики - учителя, причем каждый день, каждую минуту.  Соответствовать высокому званию Учителя далеко не просто, а  соответствовать этому математик Гамазов стремился всю жизнь.
В трудовой книжке Андрея Константиновича записей не очень много. До 1950 г. – Нахимовское Училище, затем 4-я мужская школа, затем 48-я средняя школа и, наконец, главное дело жизни – 42-я школа. Должность везде одна – преподаватель математики. Андрею Константиновичу несколько раз предлагали сменить работу: перейти в вуз, написать диссертацию. Ответ всегда был категоричен: “Я - учитель, мое дело учить детей”. (Автор текста Екатерина Гамазова)

## Школа 42. Выпускные классы 1966 - 1990

### Педагогический состав с годами преподавания
Математика, Мат.Анализ
Гамазов Андрей Константинович (1963 - 1990), Фаин Сандер Борисович (1963-1970), Рафаэл Самсонович Мошашвили (1974-....)
Физика
Степанов Константин Александрович (1963 - 2002)
Рус.Язык, Литература
Мусева Валерия Михайловна (1963 - 1972), Хачатуров Леонид Амирджанович (1971 - 1978), Бурштейн Илья Соломонович (1978 - 1986)
Химия, Биология
Чачибая Алла Авельевна  (1963 - 2015), Кожемякина Марина Романовна (1975-1988)
История
Чаликова Инна Владимировна  (1963 - 1968), Ксенодохова Ирина Сергеевна  (1968 - 1977)
Буфет - Надежда Федоровна

### Воспоминания Учеников

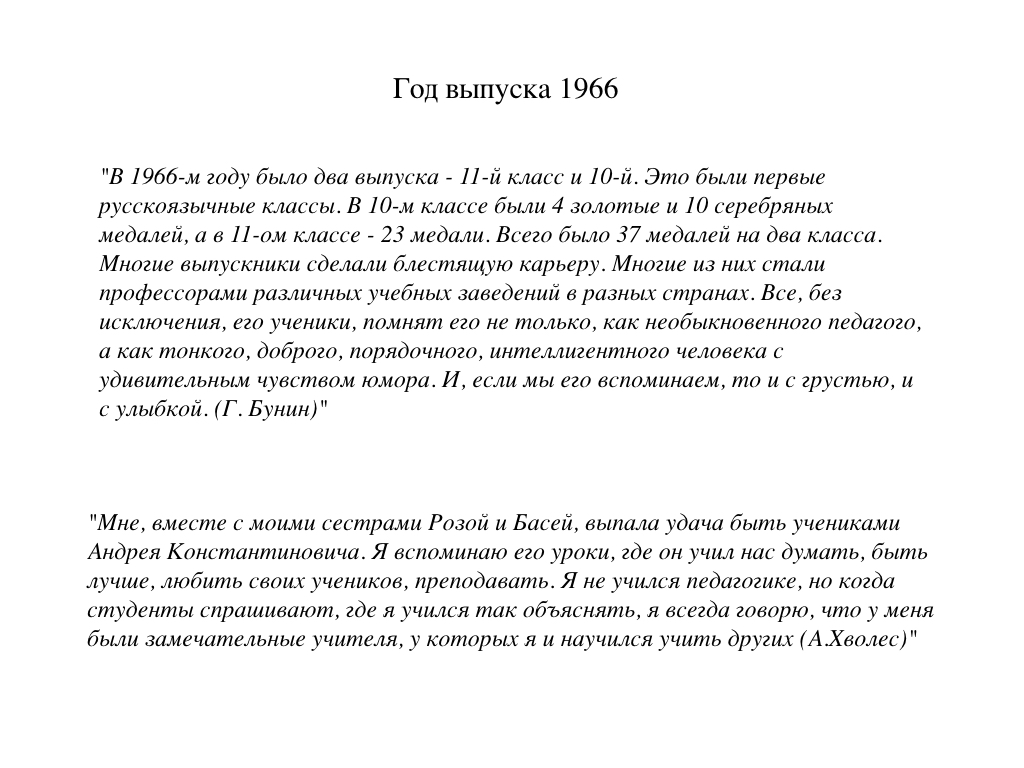
Об Учителе и Школе
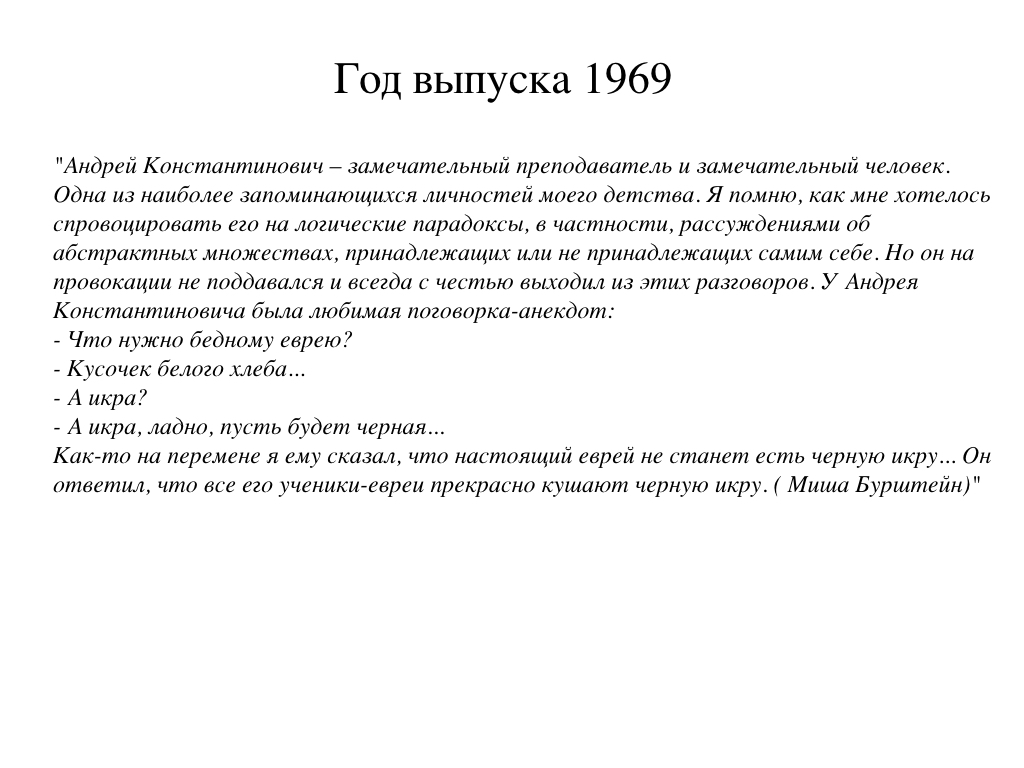
Об Учителе и Школе
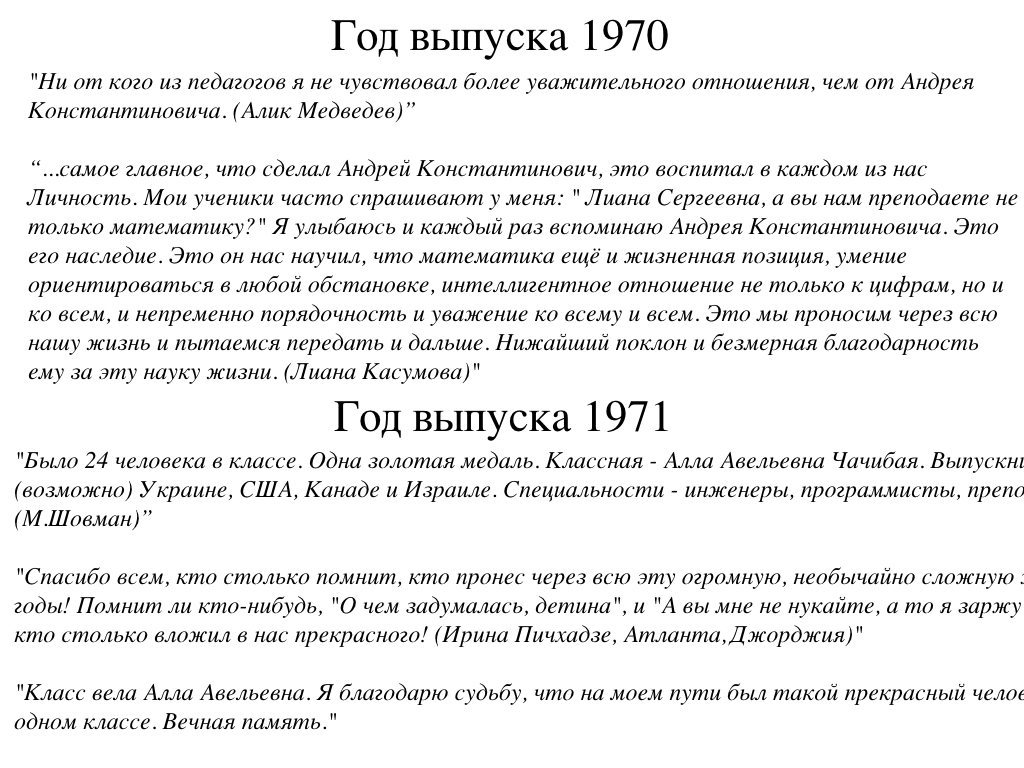
Об Учителе и Школе
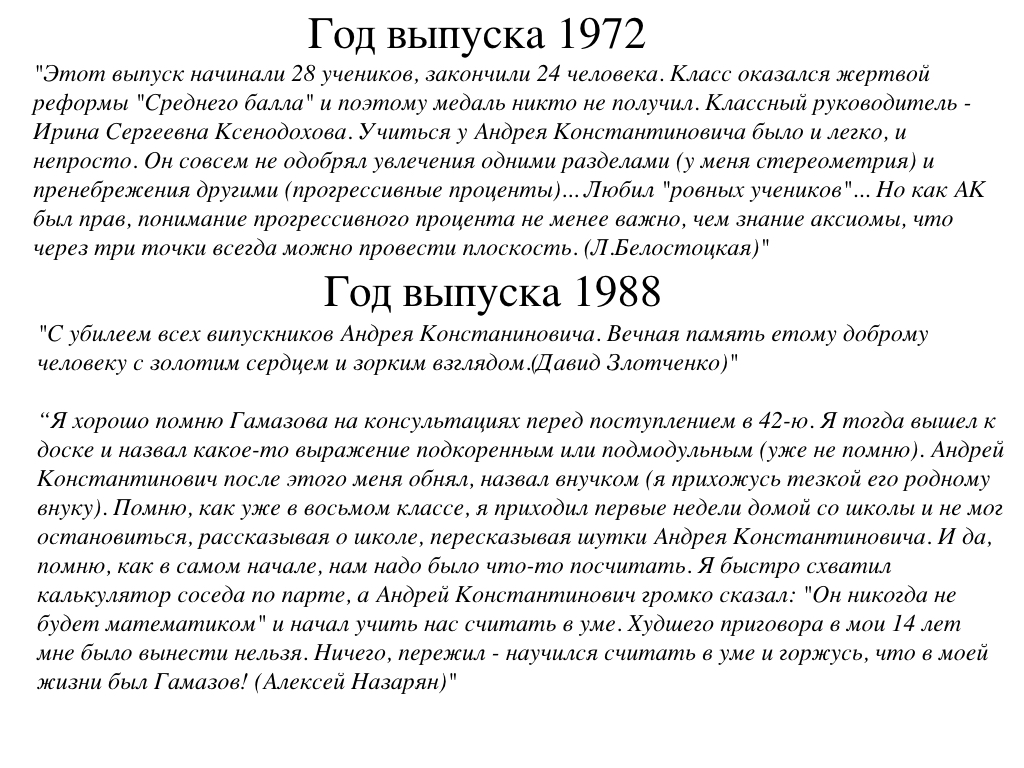
Об Учителе и Школе

## Фотогалерея

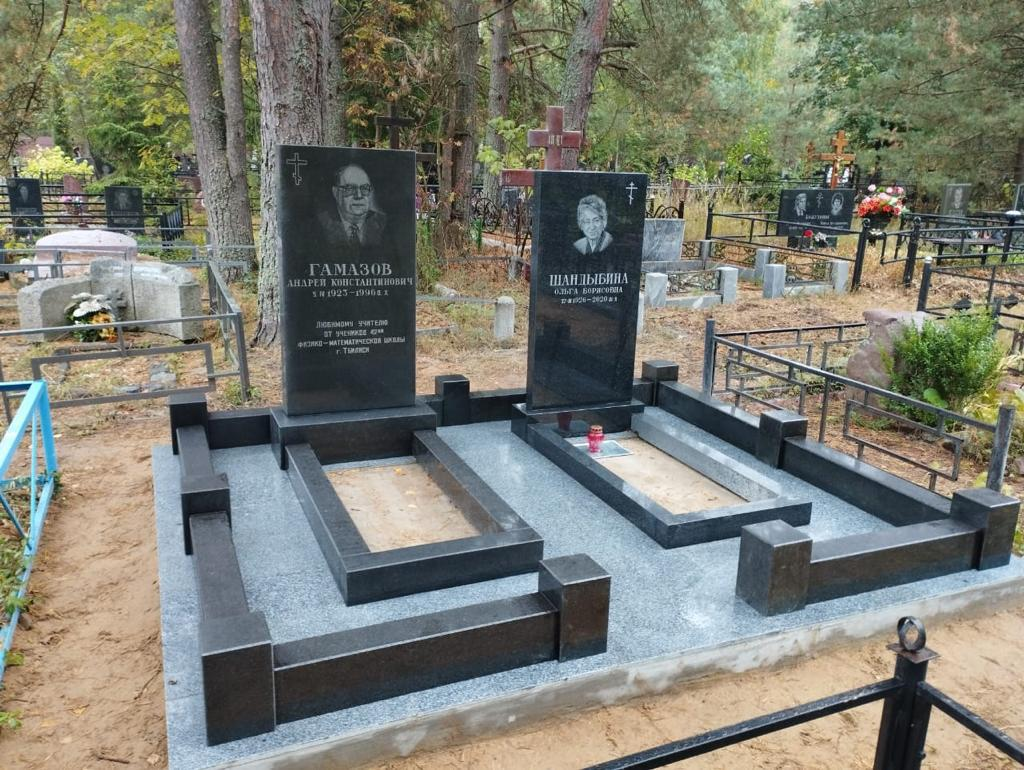
с.Макарово, Московская область
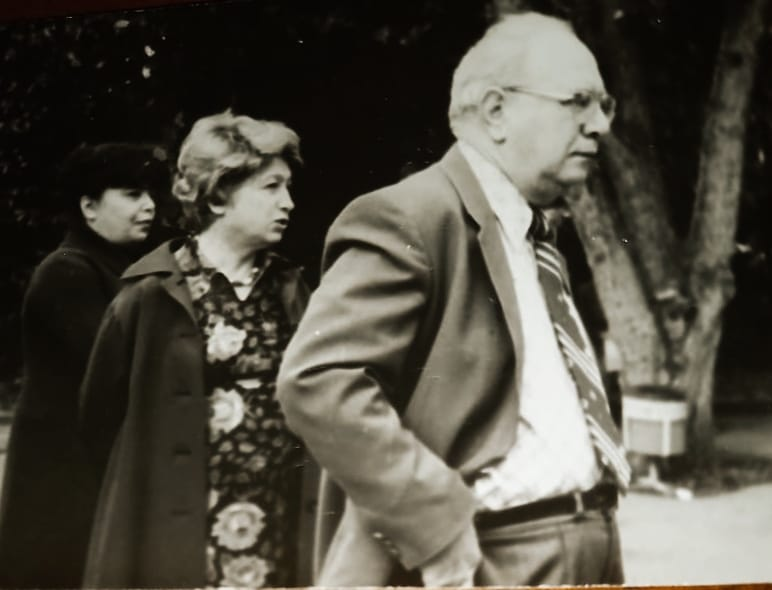
А.К.Гамазов с женой Ольгой Борисовной
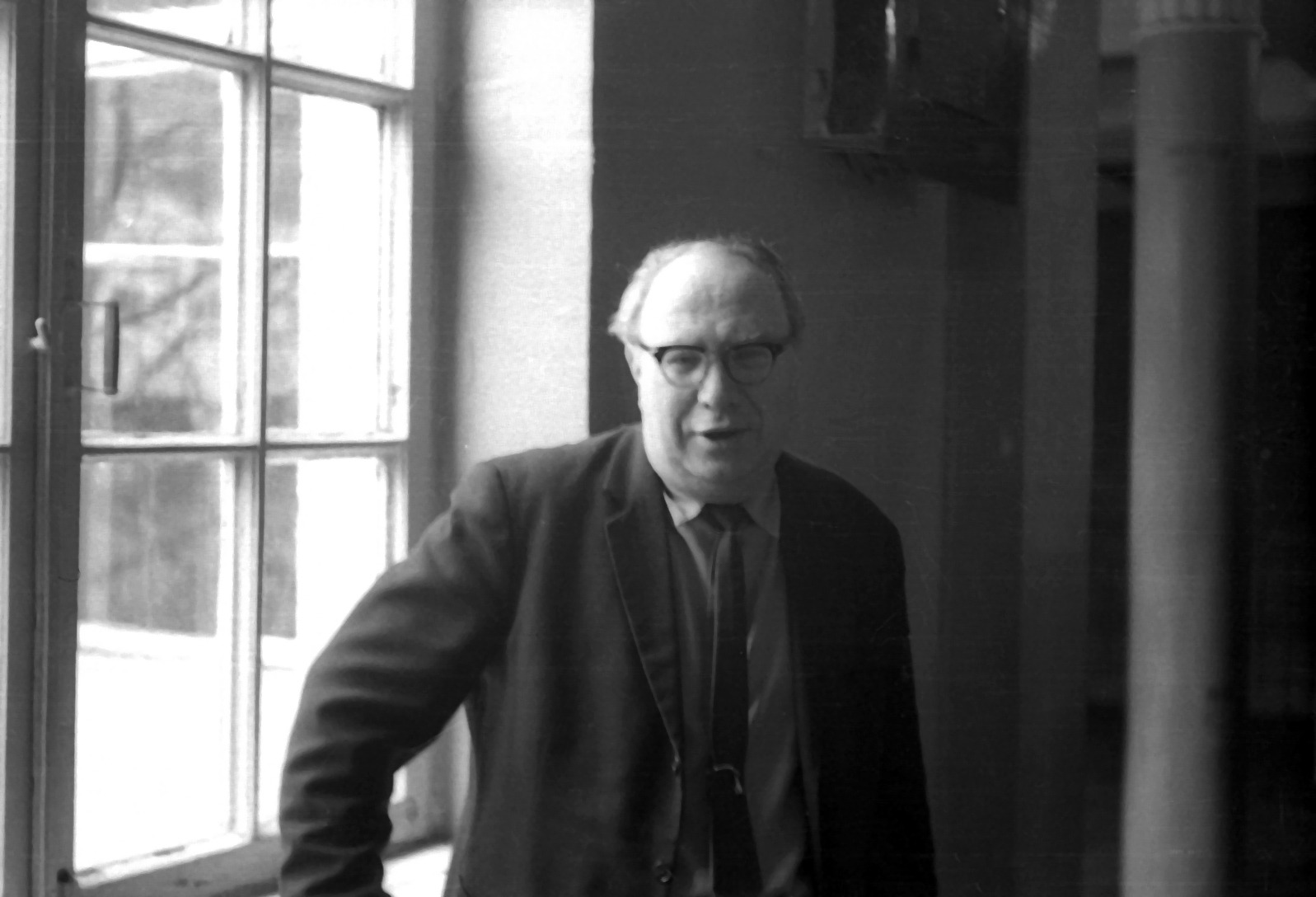
1975
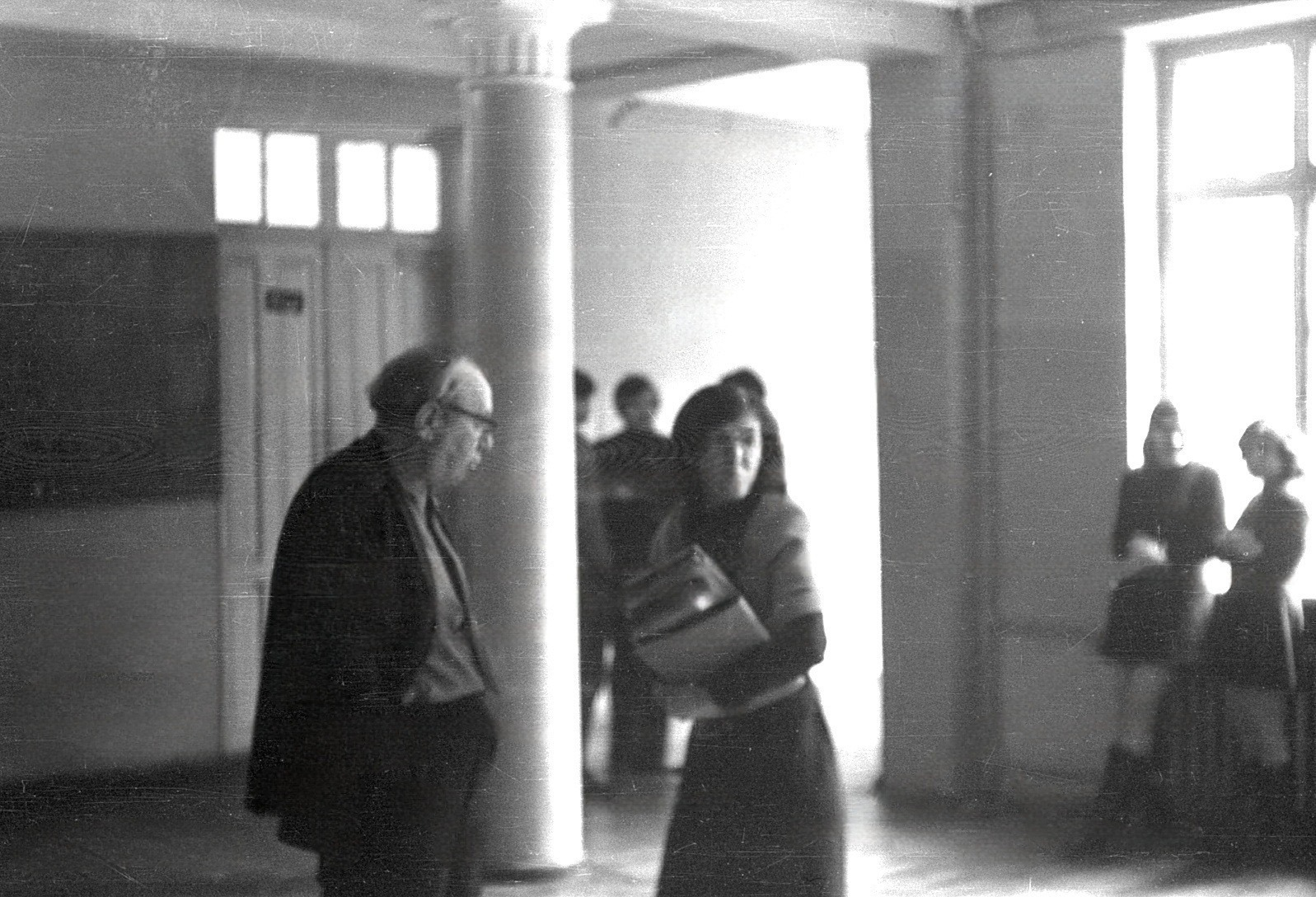
На перемене с Аллой Авельевной
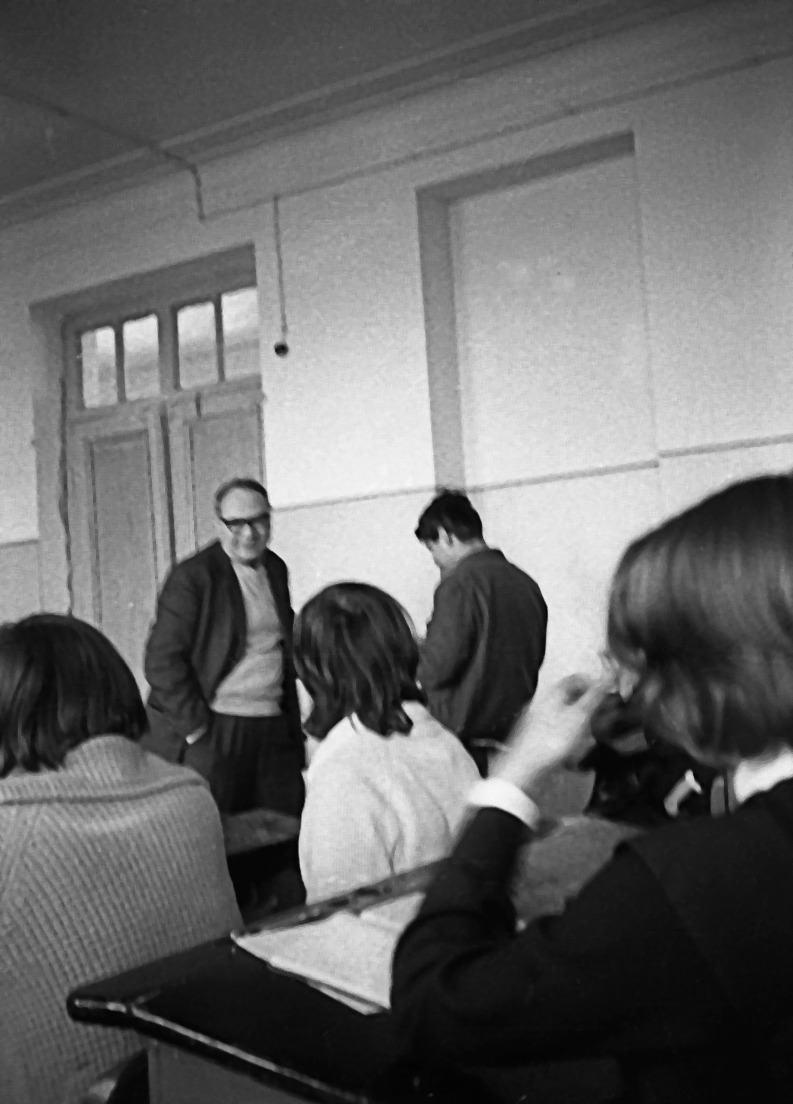
На уроке